# Call of Duty 4: Modern Warfare
Call of Duty 4: Modern Warfare (zkratka CoD 4) je čtvrtý díl úspěšné série 3D akčních her Call of Duty. Tento díl se považuje za nejvíce úspěšný. Hra se odehrává v nedaleké budoucnosti a je to tak první díl ze série Call of Duty, který se neodehrává za 2. světové války.

## Singleplayer
Hra je rozdělena na tři části, během nichž hrajete většinou za seržanta Johna „Soap“ MacTavishe nebo za seržanta Paula Jacksona. V druhé části hry se na dvě mise ocitnete také v kůži kapitána Price (v té době poručík) během retrospektivně vyprávěné utajované mise v okolí Černobylu.
Nevýhodou hry je poměrně krátká herní doba, asi 6 až 7 hodin pro průměrného hráče.

### Postavy
Během singleplayerové kampaně hráč hraje za tyto postavy:
- seržant John „Soap“ MacTavish – je nováčkem u 22. pluku jednotek SAS, hráč za něj hraje většinu hracího času.
- seržant Paul Jackson – je člen jednotek USMC („mariňák“) rozmístěných na Středním východě. Hráč za něj hraje v první části hry, na jejímž konci umírá při jaderném výbuchu.
- kapitán John Price – je váš velitel u pluku SAS. Za tuto postavu hráč hraje ve dvou vzpomínkových misích, kdy byl pod velením kapitána MacMillana. Je to postava doprovázející celou Modern Warfare sérii.

Hráč se také na chvíli dostane do kůže Yasira Al-Fulaniho, prezidenta země na Blízkém východě, který je ovšem zanedlouho popraven.

#### Spojenci
- kapitán John Price – váš velitel u pluku SAS, na konci hry málem zemře, ale v Modern Warfare 2 (dalším díle Call of Duty) bude žít dále.
- poručík Gaz – také člen 22. pluku SAS, je ve všech misích, kde hrajete za SAS, na konci hry zemře.
- poručík Vasquez – je váš velitel, pokud hrajete za USMC („mariňáky“), také on zemře při jaderném výbuchu na konci první části hry.
- rotný Griggs – další člen USMC („mariňáků“), provází vás v první i poslední části hry, i on je zabit na konci hry, po tom co vás zachrání.
- seržant Kamarov – velitel ruských jednotek loajalistů, pomáhá SAS.
- seržant „Nikolai“ – je váš informátor, který podává informace o ruských ultranacionalistech.
- kapitán MacMillan – odstřelovač u SAS, velel vám při vzpomínkové misi, při které jste měli odstranit Imrana Zakhaeva.

#### Nepřátelé
- Khaled Al-Asad – velitel rebelů na Středním východě a spojenec Imrana Zakhaeva, na začátku druhé části hry ho zastřelí kapitán Price.
- Imran Zakhaev – velitel ruských ultranacionalistů, na konci hry ho zasáhnete a zemře.
- Victor Zakhaev – syn Imrana Zakhaeva, na konci druhé části hry spáchá sebevraždu.

#### Nepřátelské jednotky
- jednotky Al-Asada – rebelové vedení Al-Asadem. Ke konci 1. části hry jsou obětováni při jaderném výbuchu. Využívají: RPG-7, AK-47, SVD, G3, RPD a M9.
- ultranacionalisté – jednotky vedené Imranem Zakhaevem. Vybavení: RPG-7, AK-47, SVD, RPD, G-36, P-90 a M9.

## Příběh
Hlavní události se hráč dozví vždy během loadingové sekvence před každou misí. Hra začíná v jednom výcvikovém táboře SAS v Anglii. Zde se hlásí do služby jistý „Soap“ MacTavish (hráč). Tato úvodní krátká mise je pojata jako tutoriál, kde vás hra seznámí se základním ovládáním a s hlavními členy týmu „Gazem“ a kpt. Pricem. Během loadingu je také řeč o občanské válce v Rusku a nepokojích v jedné nejmenované zemi na středním východě. Velení SAS získává informace o stavu situace na východě prostřednictvím ruského špióna Nikolaie. Díky němu se také můžete vydat na úvodní misi, kde je hlavním cílem zajistit nákladní loď, která je naložena vojenským materiálem a směřuje na blízký východ jako podpora separatistů v oné nejmenované zemi. Je tedy jasné, že ruští rebelové a separatisté spolu mají uzavřenou dohodu. SAS se sice podaří ukořistit materiály ohledně dováženého nákladu, informace ale zřejmě nejsou dostačující, protože se nepodaří odhalit podstatu věci. Mezitím na blízkém východě proběhne státní převrat a do čela vlády se staví Khaled Al-Asad. Na tuto vzpouru se zaměří Američané a rozhodnou se Al-Asada sesadit. Separatisté ale kladou tvrdý odpor a celá akce se protahuje. Akce za Američany hraje hráč za seržanta Jacksona. SAS si bere na starost situaci v Rusku a podporuje akce loajalistů bránících současnou vládu před rebely. Na středním východě se Američané ve snaze chytit Al-Asada dostávají do smrtící pasti. Výbuch atomové bomby odsoudí k smrti tisíce amerických vojáků. SAS nyní pokračují v hledání Al-Asada místo Američanů. Po jeho dopadení se zjistí, že Al-Asad byl v kontaktu s Imranem Zakhaevem, který využil separatisty pro svou pomstu západním mocnostem. Proč Zakhaev chová zášť proti západu, je naznačeno ve dvou vzpomínkových misích na základě vyprávění  kapitána Price (v té době byl poručík), které si každý hráč této FPS jistě do smrti zapamatuje. Nyní je jasné, že státní převrat byl fingovanou záležitostí a že hlavním článkem separatistů a rebelů není Al-Asad, ale Zakhaev. Navzdory událostem, které se v krátké době odehrály, se snaží vlády západních mocností a Ruska celou situaci udržet v tajnosti. Společným cílem se nyní stane dostat se k Zakhaevovi, neboť je zřejmé, že Zakhaev má přístup ke zbraním hromadného ničení. Celá závěrečná část hry je pojata jako jedna velká mise a hra o čas. Nikdo totiž neví, co má Zakhaev v plánu dál.
Nakonec se podaří zabránit jaderné válce a eliminovat samotného Zakhaeva, stojí to však životy celé jednotky, včetně kapitána Price (jak se později ukáže, přežil, ale byl zajat a umístěn v zajateckém táboře). Přežije pouze Soap.
Po skončení závěrečných titulků se spustí krátká závěrečná mise, epilog celého příběhu, ve které Soap s novým týmem zachrání důležité rukojmí v letadle obsazeném teroristy, a to dříve než letadlo exploduje.

## Multiplayer
Součástí Call of Duty 4: Modern Warfare je i multiplayer až pro několik desítek hráčů. Multiplayer je zaměřen na boj hráčů proti sobě a neumožňuje hraní kampaně v kooperativním módu. Hráči mohou proti sobě bojovat přes internet, nebo po místní síti.
Hra více hráčů obsahuje 4 různé frakce, za které hráč může hrát. Na každé mapě jsou proti sobě postaveny vždy dvě frakce, a to SAS vs Spetsnaz, nebo Marines vs OpFor. Jednotlivé frakce se liší pouze vzhledem.

### Mapy
Základní hra obsahuje balíček 17 map a další 4 mapy jsou přidány v DLC Variety Map Pack (Patch 1.6). Jednotlivé mapy se od sebe liší velikostí, strukturou a prostředím. Na každé mapě lze hrát libovolný z herních módů.
| Základní hra | Ambush • Backlot • Bloc • Bog • Countdown • Crash • Crossfire • District • Downpour • Overgrown • Pipeline • Shipment • Showdown • Strike • Vacant • Wet Work • Winter Crash |
| DLC          | Broadcast • Chinatown • Creek • Killhouse |

### Herní módy
- Free for all – V jiných hrách běžně označován jako Deathmatch. V tomto módu hraje každý hráč sám za sebe. Úkolem hráče je získat co největší počet bodů za zabíjení ostatních hráčů. Po smrti se hráč oživí na jednom z oživovacích bodů.
- Team Deathmatch – V tomto módu jsou hráči rozděleni na dva znepřátelené týmy (frakce) bojující proti sobě. Cílem hry je zabít co nejvíce hráčů nepřátelského týmu a získat tak vyšší týmové skóre.
- Headquarters – Hráči jsou rozděleni na dva týmy. Na začátku kola se na mapě objeví pozice velitelství (HQ). Oba týmy mají za úkol zabrat velitelství. Tým, kterému se to podaří, má pak za úkol po určitý čas velitelství bránit. Naopak druhý tým se snaží velitelství zničit. Kolo končí po vypršení času určeného na bránění, nebo po zabrání velitelství nepřátelským týmem. Za ubránění nebo zničení zabraného velitelství dostává tým jeden bod.
- Domination – V tomto módu mají týmy za úkol ovládat tři klíčová stanoviště, na mapě označená vlajkou. Za zabrání a držení daného stanoviště získává tým, v jehož držení se stanoviště nachází, body.
- Sabotage – Hráči jsou rozděleni na dva týmy. Každý tým má své stanoviště, které má bránit, a má za úkol zničit nepřátelské stanoviště. Na začátku kola se uprostřed mapy nachází bomba. Hráči mají za úkol donést bombu na nepřátelské stanoviště, kde ji musí položit. Před výbuchem má nepřátelský tým čas bombu zajistit a získat. Kolo končí zničením stanoviště jednoho týmu.
- Search and destroy – Hráči jsou rozděleni na dva týmy. Jeden tým má za úkol pomocí bomby do určitého času zničit jeden ze dvou cílů. Druhý tým má za úkol oba cíle bránit. Po položení bomby má útočící tým bránit bombu do výbuchu. Bránící tým se snaží bombu zneškodnit. Kolo končí po výbuchu bomby,zneškodnění bomby, nebo eliminaci členů jednoho z týmů.

Pro každý herní mód je možné nastavit, zda bude končit dosažením určitého počtu bodů, nebo po určitém uplynulém čase.

### Herní možnosti a funkce
- Oldschool mode – Oldschool mode je speciální herní nastavení, při kterém si hráči nemohou vybírat ze tříd vojáků, ale všichni začínají se stejnou zbraní. Po mapě jsou rozmístěny jednotlivé zbraně a perky, které hráč může sbírat. Hráči mají také dvojnásobnou životnost, skáčou do větší výšky a mají neomezenou dobu sprintu. Toto nastavení lze zapnout pro kterýkoliv herní mód.

- Hardcore mode – Hardcore mode je speciální herní nastavení, při kterém mají hráči sníženou životnost. Dále se hráčům nezobrazuje minimapa, zaměřovací kříž a další informace. Toto nastavení lze zapnout pro kterýkoliv herní mód.

- Minimapa – V multiplayeru má hráč k dispozici minimapu, na které se zobrazují spojenci, důležité body a nepřátelé. Pozice nepřátel se zobrazí pouze pokud střílejí, nebo při aktivovaném UAV.

- Killcam – Ve hře je dostupná funkce killcam, která po hráčově smrti zobrazí záznam jeho zabití z pohledu hráče, který ho zabil. V Hardcore Mode je killcam vždy vypnuta.

- Systém Levelování – Do hry je implementován levelovací systém. Hráč za každou akci ve hře získává zkušenosti. Jakmile nasbírá určitý počet zkušenostních bodů postoupí na vyšší level. Jednotlivé levely jsou reprezentovány vojenskými hodnostmi (Rank). Postupem na vyšší rank se hráči otevírají nové zbraně, perky a výzvy.

- Výzvy (Challenges) – Ve hře je k dispozici velké množství výzev, které hráč může plnit. Jejich plněním hráč získává určité množství zkušeností a odemyká si zbraňové doplňky a barevná schémata (skiny) zbraní.

- Killstreaky – Killstreaky jsou bonusové odměny získávané v průběhu hry za po sobě jdoucí zabití beze smrti.
  - UAV (Radar) - Zobrazuje se jako symbol radarové antény. Hráč ho získá za 3 po sobě jdoucí zabití protivníka beze smrti. Po použití se na minimapě zobrazují pozice nepřátel. UAV vydrží 30s, nebo dokud hráč nezemře.
  - Airstrike (Bombový nálet) - Zobrazuje se jako symbol stíhačky. Hráč ho získá za 5 po sobě jdoucích zabití protivníka beze smrti. Po použití se hráči zobrazí mapa, na které vybere místo, kam mají bomby dopadnout.
  - Helicopter (Vrtulník) - Zobrazuje se jako symbol vrtulníku. Hráč ho získá za 7 po sobě jdoucích zabití protivníka beze smrti. Po použití přivolá spojenecký vrtulník, který střílí na nepřátele. Vrtulník zůstává 2 minuty, nebo dokud ho nepřítel nesestřelí.

### Tvorba postavy v Multiplayeru
Třídy vojáků (Class) – Po připojení ke hře si hráč vybírá tým (frakci) a třídu, za kterou bude hrát. Ve hře je pět přednastavených tříd. Po získání čtvrtého levelu má hráč možnost vytvořit si dalších pět vlastních tříd s výzbrojí upravenou tak, aby vyhovovala jeho hernímu stylu. Při vytváření vlastní třídy si hráč vybírá z jedné hlavní a jedné vedlejší zbraně, zbraňové doplňky, vzhled zbraní a po jednom od každého ze tří typů perků.

#### Perky
Perky jsou speciální bonusy upravující vlastnosti zbraní, schopnosti hráče, nebo přidávají zbraně, munici, či speciální vlastnosti. Jsou rozděleny do tří kategorií. Z každé kategorie si hráč může vybrat pouze jeden perk. Ze začátku jsou otevřeny pouze některé perky. Další perky si hráč odemyká zvyšováním levelu (hodnosti).
| Perk 1               |     | |
| Název                | Lvl | Popis |
| -------------------- | --- | --- |
| C4 x2                | 1   | Vybaví hráče dvěma náložemi C-4. |
| Special Grenades x3  | 1   | Zvýší počet speciálních granátů z jednoho na tři. Nefunguje pro kouřové granáty.                                                                                |
| RPG-7 x2             | 1   | Vybaví hráče dvěma raketami do RPG-7. |
| Bomb Squad           | 14  | Zvýrazní nepřátelské výbušniny. |
| Claymore x2          | 23  | Vybaví hráče dvěma protipěchotními směrovými minami. |
| Bandolier            | 32  | Zvýší množství nesené munice. |
| Frag x3              | 41  | Zvýší počet tříštivých granátů z jednoho na tři. |
| Perk 2               |     | |
| Název                | Lvl | Popis |
| Stopping Power       | 1   | Zvýší zranění způsobované zbraněmi o 40 %. |
| Juggernaut           | 1   | Sníží utrpěné zranění o 25% a ruší perk Stopping Power. |
| Sonic Boom           | 1   | Zvyšuje zranění výbušnými zbraněmi o 25 %. |
| UAV jammer           | 11  | Hráče nelze detekovat pomocí nepřátelského UAV. |
| Sleight of Hand      | 20  | Zrychlí přebíjení zbraní. |
| Double Tap           | 29  | Zvýší kadenci o 33% u automatických zbraních. |
| Overkill             | 38  | Umožňuje hráči nést druhou hlavní zbraň místo vedlejší. |
| Perk 3               |     | |
| Název                | Lvl | Popis |
| Extreme Conditioning | 1   | Hráč může sprintovat dvakrát déle. |
| Steady Aim           | 1   | Zvýší přesnost zbraně při střelbě bez míření. |
| Deep Impact          | 1   | Snižuje ztrátu zranění zbraní při průstřelu objektů. Umožňuje průstřel materiálu, který nelze běžně prostřelit.                                                 |
| Last Stand           | 8   | Když hráč obdrží smrtelné zranění, spadne na zem a po deset sekund se může bránit pistolí. Pak zemře. Pokud v tomto módu obdrží jakékoliv zranění, zemře ihned. |
| Martyrdom            | 17  | Hráč po smrti upustí odjištěný granát. |
| Iron Lungs           | 26  | Zvyšuje dobu zadržení dechu při používání odstřelovacích pušek.                                                                                                 |
| Eavesdrop            | 35  | Hráč slyší voice chat blízkých nepřátel. |
| Dead Silence         | 44  | Snižuje hluk vznikající při pohybu hráče. |

#### Zbraně
Zbraně používané ve hře jsou vytvořeny na základě reálných předloh a jsou rozděleny do čtyř hlavních kategorií. Hráč může nést pouze jednu hlavní zbraň, jednu vedlejší zbraň, speciální granát, tříštivý granát a nůž. Výjimku tvoří perk Overkill, s ním může hráč nést druhou hlavní zbraň místo vedlejší. Zbraně se od sebe liší nejen zraněním, které způsobují, ale i rychlostí palby a přesností. U hlavních zbraní jsou ve hře jednoduchým grafem znázorněny atributy zbraně.
Hlavní zbraně se rozdělují do pěti podkategorií:
- Útočné pušky (Assault Rifles)
- Odstřelovací pušky (Sniper Rifles)
- Brokovnice (Shotguns)
- Kulomety (Light Machine Guns)
- Samopaly (Submachine Guns)

Vedlejší zbraň je jedna ze čtyř dostupných pistolí.
Ve hře se nachází tři typy speciálních granátů:
- Zábleskový granát
- Omračující granát
- Kouřový granát

Počet speciálních a tříštivých granátů se odvíjí od zvoleného perku.
Hráč může navíc získat speciální zbraň ze zvoleného perku.
| Útočné pušky       | Assault Rifles     | M16A4 • M4A1 • AK-47 • G3 • G36C • M14 • MP44                  |
| Odstřelovací pušky | Sniper Rifles      | M40A3 • M21 • SVD • R700 • Barrett .50cal                      |
| Brokovnice         | Shotguns           | W1200 • M1014                                                  |
| Kulomety           | Light Machine Guns | M249 SAW • RPD • M60E4                                         |
| Samopaly           | Submachine Guns    | MP5 • Skorpion • Mini-Uzi • AK-74u • P90                       |
| Pistole            | Sidearms           | M9 • USP .45 • M1911 .45 • Desert Eagle                        |
| Granáty            | Grenades           | M67 grenade • smoke grenade • flashbang grenade • stun grenade |
| Speciální zbraně   |                    | C-4 • Claymore • RPG-7                                         |

#### Zbraňové rozšíření
Na každou zbraň lze přimontovat jedno rozšíření. Jednotlivé rozšíření se odemykají plněním výzev pro každou zbraň.
- Silencer (Tlumič) – Zmenšuje záblesk a hluk způsobovaný zbraní. A zároveň snižuje účinnou vzdálenost střelby. Hráč se nebude při střelbě zobrazovat na nepřátelském radaru. Tlumič je jediné dostupné rozšíření pro pistole, ale není ho možné použít pro Odstřelovací pušky.
- Red Dot Sight (Kolimátor) – Náhrada klasických mířidel. Nedostupný pro pistole a odstřelovací pušky.
- ACOG Scope (Puškohled) – Náhrada klasických mířidel. Puškohled s pevným přiblížením 2,4x. Jediné dostupné rozšíření pro odstřelovací pušky.
- Grenade launcher (Granátomet) – Přídavný granátomet zavěšený pod hlavní pušky. Nahrazuje perk 1. úrovně. Dostupný pouze pro útočné pušky.
- Grip (Rukojeť) – Přídavné držadlo pro lepší kompenzaci zpětného rázu. Nahrazuje perk 1. úrovně. Dostupný pouze pro brokovnice a kulomety.

#### Speciální výbava
- Noktovizor - Zobrazuje se symbolem Noktovizoru. Dostupný kdykoliv. Po použití se hráč přepne do módu nočního vidění.